# 國華站
國華站，位於臺灣新北市鶯歌區，為新北捷運 三鶯線（興建中）的捷運車站。預計於2025年底通車。

## 車站概要
車站位於鶯歌國華路近光明街口西側。車站編號為LB10。

## 車站構造
高架車站。

## 歷史
- 2017年7月12日，公告各站站名，其中包括「國華站」。[4][5]

### 預定時程
- 2025年底，三鶯線正式通車。[6]

## 車站周邊
- 五福市場
- 光明橋
- 新北市鶯歌區昌福國民小學
- 新北市鶯歌區建國國民小學
- 三鶯線捷運系統計畫統包工程聯合辦公室

## 公車資訊
| 編號  | 經營業者   | 區間                          | 備註                                     |
| ----- | ---------- | ----------------------------- | ---------------------------------------- |
| 303   | 桃園客運   | 大溪總站 - 鶯歌火車站(文化路) | 停靠 育樂街口站牌 (A與B分別停靠兩側站牌) |
| 981   | 台北客運   | 麗寶國際館 - 永和街口         | 停靠 育樂街口站牌 (A與B分別停靠兩側站牌) |
| F653B | 鶯歌區公所 | 鶯歌火車站 - 林長壽圖書館     | 停靠 育樂街口站牌 (A與B分別停靠兩側站牌) |
| F653A | 鶯歌區公所 | 鶯歌火車站 - 林長壽圖書館     | 停靠 育樂街口站牌 (A與B分別停靠兩側站牌) |

## 外部連結
新北市政府捷運工程局 （页面存档备份，存于）